# Ján Jesenský

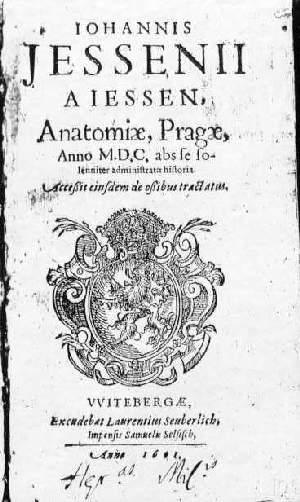
Jesenský, Ján. Anatomiae Pragae (1600)

Ján Jesenský (27. prosince 1566 Vratislav, Slezsko (Wrocław, dnešní Polsko) – 21. června 1621 Praha) (též známý jako Jan z Jesenu, či Jan Jessenius) byl slovenský lékař, politik a filozof. Sehrál významnou politickou a vědeckou roli v českých dějinách.

## Život

### Počátky
Po otci Baltazarovi Jesenském pocházel z uherského zemanského rodu Jesenských, původem z Turce (Turčianske Jaseno, tehdy Veľké Jaseno) na území dnešního Slovenska. Narodil se ve Vratislavi, která byla tehdy součástí zemí Koruny české, a kde tento evangelický rod sídlil již od roku 1541. Jeho matka Marta Schüllerová byla německé národnosti a pocházela z Vratislavi. Ve Vratislavi navštěvoval Alžbětino gymnázium, posléze studoval filozofii a medicínu na akademii ve Wittenbergu, Lipsku a proslulé lékařské fakultě v Padově. Roku 1591 získal doktorát z medicíny za spis O onemocnění žluči při třídenní zimnici a zároveň doktorát z filozofie za práci O nároku lidu na odpor proti tyranům. Jako nekatolík nezískal doktorát přímo od padovského vysokého učení, avšak na doporučení profesorů byl prohlášen doktorem filozofie a medicíny v Praze císařským velkoalmužníkem Jacobem Chimarraem.
Po studiích Jessenius krátce působil v rodné Vratislavi jako lékař, brzy se však stal osobním lékařem saského kurfiřta v Drážďanech a v roce 1594 obdržel profesuru chirurgie a anatomie na univerzitě ve Wittenbergu, kde před léty zahajoval svá studia. O tři roky později se stal děkanem lékařské fakulty a nakonec i rektorem celého vysokého učení. Za svého působení značně pozvedl úroveň wittenberské lékařské školy. Sám zde sepsal několik svých prvních děl a pod jeho vedením vznikla řada cenných disertačních prací. Jessenius byl velmi ctižádostivý a kromě filozofie a lékařství se zajímal i o veřejný život a literaturu. V době svého působení ve Wittenbergu se oženil s Marií Felsovou, sestrou svého přítele z lipských studií. Několik měsíců zde hostil astronoma Tycha Brahe, který se stal jeho dobrým přítelem. 

### Praha
8. až 12. června 1600 Jessenius navštívil Prahu, kde v Rečkově koleji provedl na těle odsouzeného oběšence první veřejnou pitvu v českých zemích.  Přednášku k pitvě později Jessenius vydal i tiskem. Pitva byla přijata velmi rozporuplně. Odbornou veřejností nadšeně, laiky byl odsouzen. Jiří Kezelius Bydžovský ho ve své Kronice mladoboleslavské popsal jako člověka, který čtvrtil lidi a nakonec byl sám rozčtvrcen. Jesenský vydal o pitvě spis ve Wittenbergu s názvem Johannis Jessenii a Jessen, Anatomiae Pragae, Anno MDC ab se solemniter administratatae historia (Jana Jesenského z Jasena Průběh pitvy jím slavnostně provedené v Praze roku 1600). Na tuto anatomii navázal v roce 1601 dílem De ossibus tractatus (Traktát o kostech), které společně se spisem Chirurgické učení patří k vrcholům jeho publikační činnosti. 
Roku 1601 se i s manželkou přestěhoval do Prahy. Zde působil v Loudově koleji a zároveň se snažil marně prodrat mezi osobní lékaře císaře. Udržoval si řadu kontaktů jak na dvoře, tak i na pražské akademii. V letech 1604–1605 prováděl pro studenty další anatomické pitvy jako součást výuky, vydal řadu vědeckých a lékařských spisů. Karolinské knihovně daroval několik svazků.  Začal se také živě zajímat o politiku, byl nespokojen s podporou Rudolfa II. protireformačnímu tažení proti evangelíkům. Roku 1608 vstoupil do služeb císařova bratra, uherského krále Matyáše Habsburského, a v letech 1609–1611 bydlel ve Vídni.

### Soumrak
S Matyášem se rozešel po jeho nástupu na císařský trůn (1612) a návratu ke staré protireformační politice a postavil se na stranu českých stavů. Téhož roku mu při návštěvě Uher zároveň zemřela žena.
V období mezi lety 1608, kdy opustil Prahu, a 1617, kdy se do ní vrátil, Jessenius často cestoval. Nejčastěji po Uhrách a německých městech, kde vydával nové spisy a reedice starých.
Po několika návštěvách Prahy se sem definitivně se svou nemanželskou dcerou vrátil roku 1617. V té době ve střední Evropě vrcholil střet protestantské stavovské opozice s katolickým císařským centralismem. Jessenius byl pro svou protestantskou orientaci, proslulost a politické zkušenosti 16. října 1617 zvolen rektorem Karolina, které bylo v té době ve správě protestantských stavů. Jako hlava univerzity těsně spjaté se stavovskou opoziční politikou se stal i jednou z vedoucích osobností pozdějšího protihabsburského povstání. Už v roce 1614 napsal spis Pro vindiciis contra tyranos, který pojednává o právu na odpor proti panovníkovi, který se chová jako tyran.

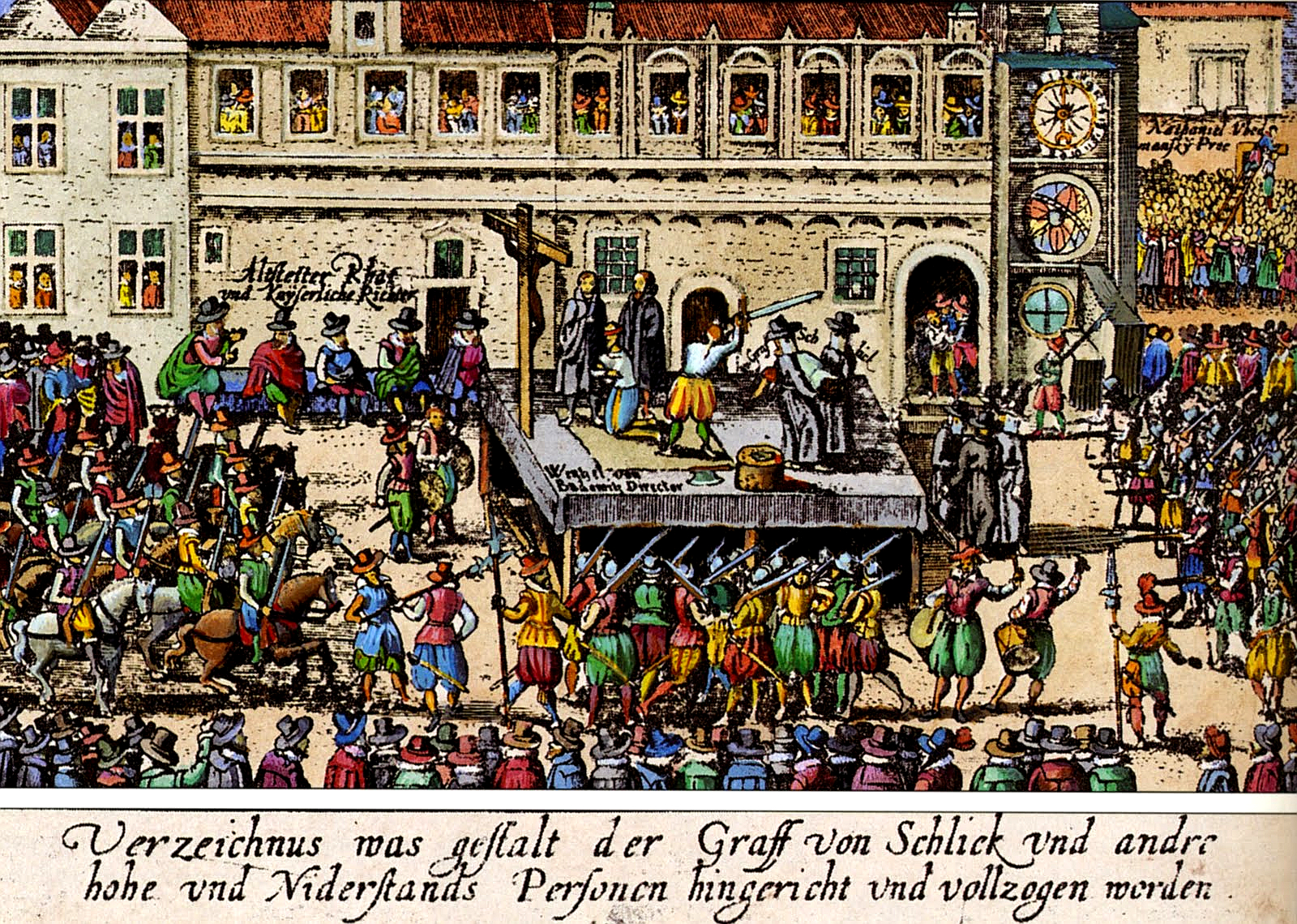
Poprava 27 českých pánů na Staroměstském náměstí

Jmenování Jessenia rektorem bylo hlavně politickou akcí a sám Jessenius se v následujících dvou letech věnoval převážně diplomatické činnosti. V červnu 1618, již po pražské defenestraci, které se přímo nezúčastnil, byl pověřen diplomatickým posláním na sněm uherských stavů, kde měl ovlivnit jejich rozhodnutí nevolit Ferdinanda Habsburského na uherský trůn. Přijel však pozdě, když Ferdinand již byl zvolen. V Bratislavě byl pak zatčen, převezen do Vídně, kde byl vyslýchán. Po propuštění 1619 vydával protihabsburská radikální díla.
Poslední dva roky svého života se Jessenius věnoval univerzitnímu životu a své rektorské práci. Ve své funkci uvítal na podzim 1619 zvolení nového českého krále Fridricha Falckého. V květnu 1620 byl členem českého poselstva na uherský sněm v Banské Bystrici. Z osobních důvodů složil v říjnu 1620 svůj rektorský úřad.

### Smrt
Po bitvě na Bílé hoře a potlačení stavovského povstání byl Jessenius jako jedna z vedoucích osobností rebelie obviněn z urážky majestátu. Na císařův příkaz jej 1. prosince 1620 dal Karel I. z Lichtenštejna zatknout. 21. června 1621 při známé popravě 27 českých pánů na Staroměstském náměstí dostal Jesenský jeden z nejpřísnějších trestů, protože proti císaři zhřešil jazykem. Kat Jan Mydlář mu nejprve vyříznul jazyk a poté ho sťal. Jeho tělo bylo po exekuci odvezeno k Horské bráně (dnes Hybernská ulice směrem ke Kutné Hoře), zde byl rozčtvrcen a vpleten do kola. Jeho hlava s kusem jazyka byla spolu s hlavami dalších jedenácti českých pánů vystavena pro výstrahu na tribuně Staroměstské věže po dobu deseti let, kdy byla potají sejmuta a pohřbena neznámo kde. Zbylé ostatky Jesseniova těla nebyly nikdy nalezeny.
Jeho dceru převzal po jeho smrti do opatrovnictví mistr David Lippach, kazatel od sv. Salvátora.

## Zajímavosti
- Po Jánu Jesseniovi je pojmenována lékařská fakulta Univerzity Komenského v Bratislavě se sídlem v Martině
- Po Jánu Jesenském je pojmenován vlak EuroCity (EC 280/281 Jan Jesenius) na trase Praha–Bratislava–Budapešť a zpět.
- Jméno Jána Jesenia bylo umístěno pod okny Národního muzea v Praze spolu s mnoha dalšími, viz Dvaasedmdesát jmen české historie.

## Dílo
- Seznam děl v Souborném katalogu ČR, jejichž autorem nebo tématem je Ján Jesenský
- Anatomiae, Pragae anno 1600 abs se solenniter administratae historia. Wite[n]bergae 1601.
  - český překlad Bohdany Divišové: Jan Jessenius z Jasené: Průběh pitvy jím slavnostně provedené v Praze L.P. MDC, k níž byl přičleněn Traktát o kostech. Karolinum, Praha 2004. ISBN 80-246-0922-3
- De ossibus tractatus. Wite[n]bergae 1601.
  - slovenský překlad Františka Šimona: Traktát o kostiach. Osveta, Martin 1981.
- De vita et morte Tychonis Brahei oratio funebris. Pragae 1601.
- Institutiones Chirurgicae quibus universa manu medendi ratio ostenditur. Wite[n]bergae 1601. (mit Beiträgen von: Melchior Ioestelius, Adam Theodor Siberus, Daniel Sennert, Ambrosius Gertnerus u. Jacob Typotius).
  - německé vydání: Anweisung zur Wund-Artznei, in welcher alle u. jede Art u. Weise durch die chirurgischen Handgriffe zu heilen gewiesen werden. Nürnberg 1674.
- De anima et corpore universi. Pragae 1605.
- De sanguine vena secta demisso judicium. Pragae 1608. Nové vydání s připojeným komentářem: D. Johannis a Jessen Equ. Hung. de Sanguine, Vena Secta, dimisso Judicium, Notis et Castigationibus ad hodierna et vera Artis medicae principia accomodatum a Jacobo Pancratio Brunone. Norimbergae 1668.
- Ján Jessenius O krvi. Univerzita P. J. Šafárika v Košiciach, 2007. Slovenský překlad s latinským textem.
- De generationis et vitae humanae periodis. 1610
- Divorum imperatorum … Ferdinandi I. et Maximiliani II. progenies augusta. Francofurtum 1613.
- Matthiae Austriaci coronatio in regem Hungariae. [Hannover 1613].
- Pro vindiciis contra tyrannos oratio (1. vyd. 1614 ve Frankfurtu, 2. vyd. 1620 v Praze; český překlad Kateřiny Šolcové Proti tyranům 2019 v Praze) – jedná se o nejvýraznější polemiku s teorií suverénní panovnické moci v českých zemích, a to z pozic kalvínské monarchomachie; ideově je ovlivněna zejména spisem Junia Bruta „Vindiciae contra tyrannos“ (1579).
- Ad Regni Boemiae, Simulque Coniunctarum, Faederatarum Provinciarum, Marchionatus Moraviae, Ducatus Silesiae, & Marchionatus Lusatiae, Inclitos Ordines: De Restauranda Antiquissima Pragensi Academia, Rectoris Jessenii … Exhortatio. Congregatis Pragae, Mense Augusto, Anni MDCXIX. exhibita. (= německy: An deß Königreichs Böheimb/ unnd derselben incorporirten Landen/ alß Marggraffthumbs Mährern/ Hertzogthumbs Schlesien/ Marggraffsthumbs Laußnitzs/ löbliche Stände, wegen erneuerung/ der Uhralten Pragrischen Universitet, vermanung/ Von deroselben Rectorn Doct. Jessenio, neben seinen Collegen, bey derer versammlung, zu Prag, im August Monat, deß 1619. Jahr/ ubergeben.) Pragae 1619.
- Legationis in regiis Ungaror. comitiis proximis, nomine evangelicorum regni Boehmiae ordinum, a Jessenio … obitae, Renunciatio. Pragae 1619.
  - německé vydání: Ablegung der Legation, Auff den letztgehaltenen Königlichen Reichstag, in Ungarn, im Namen der Evangelischen Stände deß Königreichs Böheim / Von Doct. Jessen verrichtet … Erstlich in Lateinischer Sprach zu Prag getruckt, Nun aber in Hochteutsch … verdolmetschet. 1619
- Oratio parresiastica, qua auxilia a rege et ordinibus Ungariae petuntur, habita Neo-Solii in comitiis. Saragossa 1621.